# Tenuipalpus tortulus
Tenuipalpus tortulus är en spindeldjursart som beskrevs av Meyer 1993. Tenuipalpus tortulus ingår i släktet Tenuipalpus och familjen Tenuipalpidae. Inga underarter finns listade i Catalogue of Life.